# Mamadou El Fadel Barry
Mamadou El Fadel Barry (ur. 31 marca 1989 w Dakarze) – senegalski piłkarz grający na pozycji lewego pomocnika. Od 2023 jest piłkarzem klubu ASEC Ndiambour.

## Kariera piłkarska
Swoją piłkarską karierę Barry rozpoczął w klubie Guédiawaye FC. W sezonie 2010/2011 zadebiutował w nim w pierwszej lidze senegalskiej. W latach 2015-2018 grał w Teungueth FC, a w sezonie 2018/2019 w saudyjskim Al-Tai FC. W latach 2019-2022 występował w gwinejskim AS Kaloum Star, a na początku 2023 roku przeszedł do ASEC Ndiambour.

## Kariera reprezentacyjna
W reprezentacji Senegalu Barry zadebiutował 17 października 2015 w przegranym 0:2 meczu Mistrzostw Narodów Afryki 2016 z Gwineą, rozegranym w Bamako. Od 2015 do 2017 rozegrał w kadrze narodowej 6 meczów.